# محمد رضا (ناقد)
 محمد رضا  ناقد سينمائي ولد في بيروت 11 يوليو 1952، حكم في العديد من المهرجانات العربية وألف سلسلة «كتاب السينما».

## السيرة المهنية
نشر من العام 1968 في الحوادث والدستور وكانت له صفحة سينمائية في جريدة المحرر بدءاً من العام 1969. ساهم في تأسيس أول مجلة سينمائية في لبنان مع المخرج جورج شمشوم والناقد إدغار نجّار وكانت بعنوان «فيلم».
هاجر في العام 1976 بسبب الحرب اللبنانية وحتى لا يخسر أفلاماً بعدما بدأت صالات السينما تقفل، استقر في لندن بدءاً من العام 1976 وبقي فيها مقيماً حتى العام 1999 عندما قرر التوجه إلى هوليود والتعرف عليها، أقام في الطائرة معظم أيام حياته متنقلا بين مهرجانات السينما حاضراً وناقداً ومحكماً من بينها مارس إدارة مسابقة مهرجان دبي السينمائي.
أصدر وألّف سلسلة «كتاب السينما»، وقدّم أول برنامج سينمائي تلفزيوني لمحطة أم بي سي. درس السيناريو وساهم في كتابة أول فيلمين روائيين في تاريخ المملكة السعودية من بينها كيف الحال الا أنه يزعم أن فكرة الفيلم تم تحريفها وينفي مسؤوليته عن النتائج. مارس النقد السينمائي لأكثر من 30 عاما.

## إنجازاته
- كان كاتباً ثم مقدّماً ومنتجاً لبرنامج «العالم سينما» مع رانيا برغوت في لندن إلى أن عاد إلى لوس أنجليس.
- كبير مسؤولى التحرير في مجلة فاريتي العربية .[1]
- مؤلف كتاب السينما 2004 [2]
- عضو لجنة تحكيم (الاتحاد الدوليّ للصحافة السينمائيّة).
- عضو في جمعية مراسلوا هوليوود الأجانب Hollywood Foreign Press Associastion .
- عضو لجنة التحكيم في مهرجان دبي السينمائي الدولي 2007 .[3]
- كاتب في جريدة القبس .
- كاتب في صحيفة الخليج الإماراتية .
- كاتب في جريدة الشرق الأوسط .

## وصلات خارجية
مجلة قراء الأفلام تحرير محمد رضا.